# Fengxian Museum
Het Fengxian Museum (奉贤博物馆) is het stedelijk kunstmuseum van het district Fengxian sinds 2019 gelegen in Nangiao New City een woonuitbreidingsgebied van Fengxian, in het zuiden van Shanghai, Volksrepubliek China.  

## Geschiedenis
Het Fengxian Museum werd opgericht in de jaren zestig, tijdelijk gesloten in 1966 bij de start van de Grote Proletarische Culturele Revolutie en heropend op 20 mei 1994, op een locatie aan East Liberation Road, ten zuiden van de nederzetting Nanqiao in Fengxian. Dit oude museum had een tentoonstellingsruimte van 2.200 vierkante meter in een bouwwerk met een bouwoppervlakte van 1.200 vierkante meter. Het museum had drie tentoonstellingszalen, de begane grond was voorbehouden voor de geschiedenis van Fengxian, Chinese geschiedenis, veelal de late Qing-dynastie vond men op de eerste verdieping, de tweede verdieping was een zaal voor  tijdelijke tentoonstellingen. De museumcollectie omvatte culturele relikwieën waaronder keramiek, schilderijen, jade, textielapparaten, bronzen beelden en diverse gereedschappen. Het ging in totaal om een collectie van meer dan 2.800 stukken, waaronder enkele waardevolle historische lokale kostuums en kleding specifiek eigen aan de streek van Jiangnan.

## Nieuwbouw
Op 16 mei 2019 opende de nieuwe locatie van het Fengxian Museum ingebed in het recreatiegebied Jinhai Lake. De nieuwbouw van het museum, naar plannen van  de Japanse architect Sou Fujimoto biedt 20.000 m² tentoonstellingsruimte, op een totale bouwoppervlakte van 36.000 vierkante meter, waarvan 19.000 vierkante meter boven de grond en 17.000 vierkante meter ondergrondse bouwoppervlakte. Het bouwwerk biedt drie verdiepingen boven de grond en een verdieping ondergronds. 
De openingsexpositie werd een tentoonstelling op locatie afkomstig uit het Paleismuseum over keizer Yongzheng uit de Qing-dynastie.
Het museum ligt aan een 8,74 km² groot kunstmatig aangelegd meer met de vorm van een gigantische Chinese goudvis die uit het water springt. Aan dit meer liggen ook allerhande recreatiezones, winkelcentra en hotels.

## Bereikbaarheid
Het museum is bereikbaar met openbaar vervoer via het direct ten westen van het museum en het recreatiemeer gelegen station Jinhai Lake, bediend door lijn 5 van de metro van Shanghai.